# Stoke (Suffolk)
Stoke – dzielnica, teraz część miasta Ipswich, w Anglii, w hrabstwie Suffolk, w dystrykcie Ipswich. Leży 2 km na południe od miasta Ipswich i 107 km na północny wschód od Londynu. Stoke jest wspomniana w Domesday Book (1086) jako Stoches.